# Kotelniki
Kotelniki (ru. Котéльники) este un oraș din Regiunea Moscova, Federația Rusă și are o populație de 17.747 locuitori.